# باشگاه فوتبال سن پترزبورگ کیکرز
سن پترزبورگ کیکرز یک تیم فوتبال آماتور آمریکایی از سن پترزبورگ، فلوریدا است که در لیگ فوتبال سانکوست فلوریدا (اف‌اس‌اس‌ال) شرکت می‌کند. آنها به عنوان اولین تیم از فلوریدا که قهرمان جام یو اس اوپن شد قابل توجه هستند.

## تاریخچه
کیکرز که توسط کرت هرباخ در سال ۱۹۵۷ تأسیس شد، اولین عنوان ملی خود را به نام قهرمانی بالای ۳۰ سال در سال ۱۹۶۷ به دست آورد. تا سال ۱۹۸۹، این تیم یازده قهرمانی لیگ فوتبال سانکوست فلوریدا و چهار جام ایالتی فلوریدا را به دست آورد. معتبرترین پیروزی این باشگاه در مرحله ملی با برنده شدن جام یو اس اوپن ۱۹۸۹ به دست آمد.
در سال ۱۹۹۷، تیم به لند او لکیس، فلوریدا نقل مکان کرد و در نهایت نام فلوریدا کیکرز اف‌سی را به خود اختصاص داد. در آن سال این باشگاه هم جام ملی آماتور و هم قهرمانی ملی بالای ۳۰ سال را به دست آورد. در سال ۲۰۰۸، سومین قهرمانی آماتور ملی خود را نیز به دست آورد.